# NGC 648
NGC 648 é uma galáxia elíptica (E-S0) localizada na direcção da constelação de Cetus. Possui uma declinação de -17° 49' 52" e uma ascensão recta de 1 horas, 38 minutos e 39,8 segundos.
A galáxia NGC 648 foi descoberta em 1886 por Frank Leavenworth.